# 路西亞 (加利福尼亞州)
路西亞（英語：Lucia）是位於美國加利福尼亞州蒙特雷縣的一個非建制地區。該地的面積和人口皆未知。

## 地理
路西亞的座標為36°01′15″N 121°33′02″W / 36.02083°N 121.55056°W，而該地的平均海拔高度為108米（即354英尺）。